# Катастрофа Ан-2 под Серовом
Катастрофа Ан-2 под Серовом — авиационное происшествие с человеческими жертвами (авиационная катастрофа) российского самолёта Ан-2Р авиакомпании «Авиа-Зов», произошедшее 11 июня 2012 года в окрестностях города Серов в Свердловской области.
Самолёт вылетел около 22:00 местного времени в неизвестном направлении и пропал вместе со всеми людьми. Масштабные поиски оставались безрезультатными до 5 мая 2013 года, когда обломки самолёта и останки погибших людей были случайно обнаружены местными охотниками в 8 (по данным МАК — в 10) км от аэродрома Серова в труднодоступной болотистой местности.

## Обстоятельства исчезновения
Самолёт Ан-2Р (1986 г.в., польского производства, бортовой номер RA-40312), эксплуатировавшийся авиакомпанией «Авиа-Зов» из Челябинска, был временно перебазирован на аэродром города Серов Свердловской области для противопожарного наблюдения лесных массивов с воздуха. На момент происшествия был перерыв в полётах. Вечером 11 июня на аэродроме собралась группа из 12 человек, которую командир воздушного судна 50-летний Хатип Талгатович Кашапов, после застолья, взялся покатать за деньги. Среди пассажиров был начальник местного ГИБДД с тремя подчинёнными, несколькими родственниками и знакомыми. Второго пилота в этот момент на аэродроме не было.[уточнить] Около 22:00 местного времени (20:00 MSK) был произведён несанкционированный взлёт по курсу 210°, маршрут неизвестен. Самолёт на аэродром не вернулся. Об исчезнувшем самолёте директор авиакомпании сообщил только на следующие сутки в 7:55 местного времени. В момент вылета на поле был техник, впоследствии давший показания комиссии МАК. Утверждается, что это был не первый несанкционированный вылет за деньги: накануне Кашапов в одиночку катал группу из четырёх человек.

## Поисковые мероприятия
В ходе поисково-спасательной операции с воздуха было обследовано 284 350 квадратных километров, наземными бригадами прочёсано 3339 км². Ежедневно в поисках пропавшего самолёта участвовало до 1455 сотрудников службы спасения Свердловской области, МЧС России, ОМОН, МВД, правительства области и добровольцев, было задействовано 13 воздушных судов и более 330 единиц техники. Общий налёт самолётов и вертолётов во время поисковой операции более чем в четыре раза превысил годовой налёт воздушных судов спасательного управления Росавиации в 2011 году. В ходе поисков был обнаружен другой Ан-2, пропавший в 1980-е годы, и обломки разбившегося вертолёта Ми-8.
Поиски самолёта и людей шли почти беспрерывно на протяжении пяти месяцев и закончились только с сезонным ухудшением погодных условий на Урале, так как продолжение поисков в зимний период могло угрожать безопасности поисковых групп. 13 ноября 2012 года премьер-министр правительства Свердловской области Денис Паслер подписал распоряжение о прекращении поисково-спасательной операции пропавшего самолёта Ан-2.
5 мая 2013 года обгоревшие обломки самолёта были случайно обнаружены местными охотниками в лесисто-болотистой местности в 8 (по другим данным — в 10) км от Серова. Останки всех 13 погибших были там же. Катасьминские болота, площадью около 450 км², где обнаружен самолёт, в самую первую неделю поисков были отмечены на картах как проверенные. Однако выяснилось, что тогда поисковики всего лишь обошли болота вокруг. Прочесать сами болота у них не получилось из-за опасных трясин. Установлено, что самолёт, падая, вошёл в болотистый грунт, частично разрушился и сгорел. Пилот и пассажиры, всего 13 человек, погибли. Неудачу поисково-спасательной операции местное ГУВД объясняет непроходимостью болота и тем, что разбитый самолёт был закрыт сверху кронами деревьев. Охотники с трудом вышли к обломкам во второй раз, даже имея точные координаты. Так как ошибка с картой повлекла за собой огромные и бесполезные затраты, транспортная прокуратура начала проверку. Со слов поисковиков-полицейских, они неоднократно докладывали, что по тем болотам с имеющейся у них экипировкой им не пройти, и местность не обследована до конца. Охотники смогли пройти, так как в начале мая топь ещё не вполне оттаяла после зимы.

## Расследование МАК
24 сентября 2013 года был опубликован окончательный отчёт МАК о расследовании данного авиационного происшествия. Причиной катастрофы самолёта Ан-2 RA-40312 названо выполнение полёта командиром воздушного судна на высоте значительно ниже безопасной, что привело к столкновению с деревом и дальнейшему падению самолёта. Самолёт был исправен, двигатель работал до момента столкновения с земной поверхностью.
Предполагается, что пилот находился в нетрезвом состоянии, а целью полёта было катание пассажиров за деньги. Предположение о нетрезвом состоянии пилота сделано на основе показаний авиатехника, находившегося на аэродроме в момент вылета самолёта.